# کوندورسنخا
کوندورسنخا (به اسپانیایی: Condorsenja) یا Condorshenga یک کوه در پرو است که در منطقه لیما واقع شده‌است. کوندورسنخا ۵٬۳۷۹ متر بالاتر از سطح دریا واقع شده‌است.